# قسم غوراببس الريفي (مقاطعة فومن)
قسم غوراببس الريفي (بالفارسية: دهستان گوراب‌پس) هي منطقة سكنية تقع في قسم في إيران. يقدر عدد سكانها بـ 11,312 نسمة .